# 沃伦 (明尼苏达州)
沃倫（英語：Warren）是一個位於美國明尼蘇達州馬歇爾縣的都市。根據2010年美國人口普查，該地共人口1563人，而該地的面積約為3.73平方千米。同時該地也是馬歇爾縣的縣治。

## 地理
沃倫的座標為48°11′49″N 96°46′15″W / 48.19694°N 96.77083°W，而該地的平均海拔高度為261米（即856英尺）。